# Schneider Electric
Schneider Electric (Euronext: UB) es una compañía europea que opera a nivel mundial. Fue fundada en 1836 por los hermanos Eugène y Adolphe Schneider. Sus principales actividades se centran en la industria pesada y en la eléctrica, más concretamente en la transformación digital en el mundo de la gestión de la energía, la automatización en los edificios, hogares, infraestructuras e industrias. 
Actualmente se trata de una compañía con presencia internacional -se encuentra en más de 100 países y cuenta con productos de distribución eléctrica en baja tensión, gestión de edificios y seguridad, distribución eléctrica en media tensión y smartgrid, SAIs y soluciones para centros de datos y redes, productos de automatización y control industrial, etcétera-.  
Según informa la entidad en su página web, hoy cuenta con más de 135.000 trabajadores. También tiene una fundación pensada para fomentar la innovación, educación y formación profesional en materia de energía.

## Historia
En noviembre de 1980, el Grupo Empain-Schneider atraviesa dificultades y Didier Pineau-Valencienne es nombrado director general del nuevo Grupo Schneider SA.
A partir de 1981, el grupo Schneider SA se desprende de todas las actividades que no están relacionadas con la industria eléctrica.
En 1996, la empresa creó el holding Schneider Electric (China) Investment Company Ltd.
En 2011, completó la adquisición de la compañía española Telvent por aproximadamente 950 millones de euros.
Marcas compradas también por el grupo son: MESA (que mantiene su nombre), Modicon, Telemecanique, Eunea, Merlin Gerin, Square D, etc., posicionándose así como una de las empresas de referencia en el sector del control de la energía desde baja hasta alta tensión y automatizaciones industriales.
En octubre de 2018 fue incluida en la lista de compañías que apuestan por la igualdad de género que organiza Equileap. En concreto se hizo con el puesto 15 entre las 200 compañías que contempla este índice.